# Sharona Tieleman
Sharona Tieleman (Terneuzen, 25 augustus 1995) is een Nederlands voetbalspeelster. Ze komt sinds 2024 uit voor het Belgische KSV Bredene. 

## Clubcarriere
In seizoen 2019–20 kwam Tieleman vanwege een knieblessure niet in actie. In 2020 verlengde zij haar contract voor een zevende seizoen bij ADO Den Haag. Eind september 2020 maakte Tieleman weer haar eerste wedstrijdminuten bij het Beloftenteam van ADO Den Haag. In de zomer van 2021 maakt Tieleman bekend te stoppen bij ADO Den Haag en op zoek te gaan naar een nieuwe club. In 2021 verliet Tieleman ADO Den Haag. In het Belgisiche Eendracht Aalst Ladies vond Tieleman haar nieuwe werkgever. In 2023 verlengde ze haar club een laatste keer alvorens de club ophield met bestaan. In 2024 was Tieleman ook actief voor Beach Soccer Zeeland Sinds 2024 komt Tieleman samen met haar tweelingzus Sylvana Tieleman uit voor KSV Bredene.

## Statistieken
| Seizoen | Club         | Land      | Competitie | Wedstrijden | Doelpunten |
| ------- | ------------ | --------- | ---------- | ----------- | ---------- |
| 2014/15 | ADO Den Haag | Nederland | Eredivisie | 12          | 0          |
| 2015/16 | ADO Den Haag | Nederland | Eredivisie | 13          | 0          |
| 2016/17 | ADO Den Haag | Nederland | Eredivisie | 20          | 4          |
| 2017/18 | ADO Den Haag | Nederland | Eredivisie | 25          | 3          |
| 2018/19 | ADO Den Haag | Nederland | Eredivisie | 19          | 0          |
| 2019/20 | ADO Den Haag | Nederland | Eredivisie | 0           | 0          |
| 2020/21 | ADO Den Haag | Nederland | Eredivisie | –           | –          |
| Totaal  | Totaal       | Totaal    | Totaal     | 89          | 7          |

Laatste update: augustus 2020

## Interlandcarriere
Op 18 oktober 2011 speelde Tieleman haar eerste wedstrijd voor Oranje O17.

## Privé
Tieleman is afkomstig uit Terneuzen.